# Vyplachování nosu

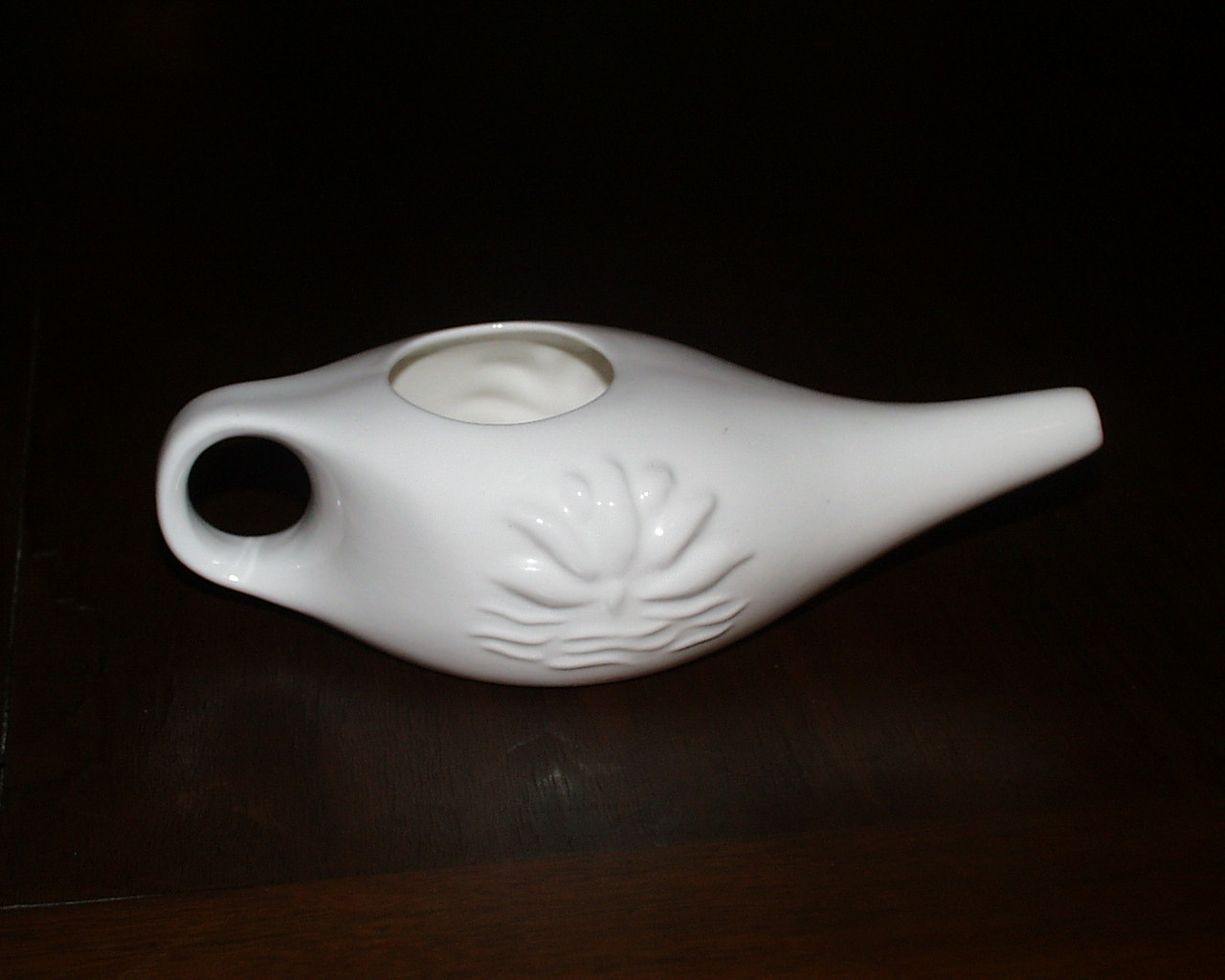
Keramická konvička neti.

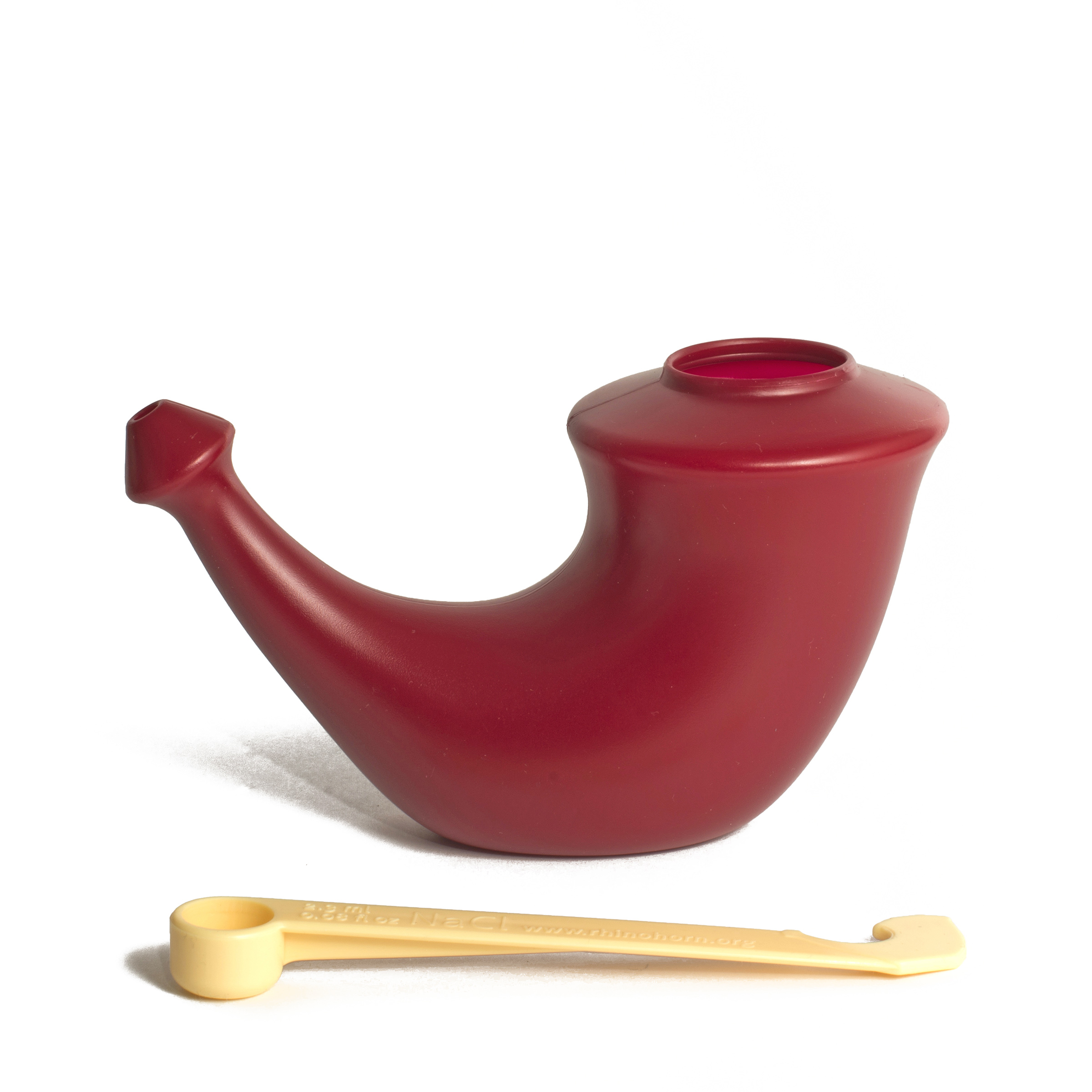
Plastová konvička Rhino Horn s odměrkou na sůl, která je k dostání např. v lékárnách

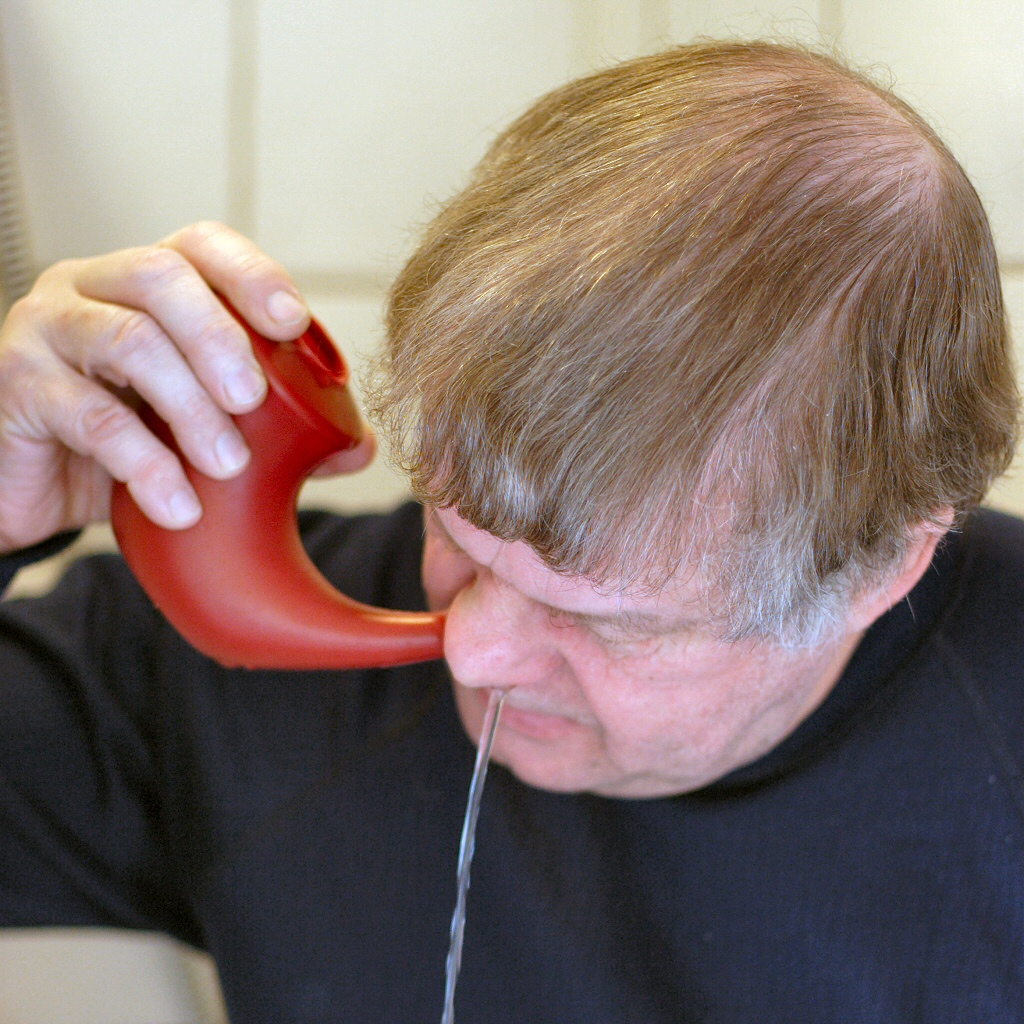
Proces vyplachování nosu

Vyplachování nosu (známé též jako nosní sprcha či džala néti) je postup v osobní hygieně spočívající v propláchnutí nosní dutiny vlažnou slanou vodou. Cílem vyplachování nosu je zbavit nos přebytečného hlenu a zvlhčit nosní dutinu. K postupu lze použít injekční stříkačku nebo takzvanou konvičku neti, která je vhodnější, protože solný roztok by měl nosní dutinou volně protékat (tedy nikoli pod tlakem). Konvičku lze také lépe vysušit a zabránit tak přítomnosti škodlivých mikroorganismů.
Použitý solný roztok může být tělesné koncentrace soli (fyziologický, izotonický) nebo mírně vyšší než tělesné koncentrace (hypertonický). Neosolená voda může při použití nepříjemně dráždit nosní sliznici.
Zavlažování nosu solným roztokem ulevuje od příznaků chronické sinusitidy (byť důkazy jsou slabé) a alergické rýmy.
Zavlažování nosu hypertonickým solným roztokem (s vyšší koncentrací soli než tělesnou) lépe omezuje příznaky nosních a dutinových poruch než zavlažování izotonickým solným roztokem (s tělesnou koncentrací), ale přináší též více mírných nežádoucích účinků. Užívaný izotonický roztok je koncentrace 0,9 % zatímco užívaný hypertonický solný roztok je koncentrace 1,5 % až 3 %.

### Postup
Konvičku naplníme nezávadnou vodou o tělesné teplotě a přidáme příslušné množství soli. Sůl necháme rozpustit (můžeme konvičkou např. zatřepat, aby došlo k lepšímu promíchání s vodou). Lze použít vodu z vodovodu, ovšem je doporučováno ji převařit a nechat vychladnout na tělesnou teplotu, popř. lze použít vodu sterilní či destilovanou. Při použití nijak neupravené vody z vodovodu hrozí vzácná, avšak velmi závažná nákaza (viz následující kapitola). V návodu ke konvičce Rhino Horn se píše, že „vodu z vodovodu máme 1 minutu převařit, pokud si nejsme jisti kvalitou teplé vody z kohoutku“.
Nakloníme hlavu nad umyvadlo či dřez. Podle americké FDA bychom měli naklonit hlavu na stranu tak, aby čelo bylo de facto vodorovně s bradou. Podle návodu ke konvičce Rhino Horn bychom však měli naklonit hlavu v úhlu zhruba 45° (na stranu a dopředu – viz obrázek). Čím více se nakloníme dopředu, tím více bude roztok údajně schopen propláchnout i vedlejší dutiny. Voda musí být schopná volně vtékat horní nosní dírkou a vytékat dolní nosní dírkou, ale neměli bychom hlavu naklánět příliš na stranu či dozadu, aby voda nenatekla Eustachovou trubicí do středního ucha.
Přiložíme hrdlo nádoby se solným roztokem k horní nosní dírce a necháme roztok volně protékat nosní dutinou tak, aby vytékal dolní nosní dírkou, přičemž dýcháme ústy. Při správné koncentraci solného roztoku bychom neměli cítit žádný nepříjemný či štiplavý pocit.
Postup opakujeme s hlavou nakloněnou na druhou stranu.
Na konci zajistíme (předkloněním a nakláněním hlavy, popř. lehkým smrkáním), aby veškerá zbytková voda vytekla z dutin ven – neměli bychom se ji snažit prudce vysmrkat, protože by se opět mohla dostat do středního ucha a způsobit tam zánět.
Po použití by měla být konvička vysušena a uložena na suchém místě tak, aby v ní nemohly přežívat žádné potenciálně nebezpečné mikroorganismy (viz následující kapitola). Konvičku je také možné sterilizovat vyvařením ve vodě.
Mechanismus účinku je neznámý. Odhaduje se, že funkce sliznice se zlepší následkem přímého fyzického čištění odpláchnutím hustého hlenu a alergenů, odstraněním mediátorů zánětu, a dalšími mechanismy.
Postup má kořeny v ájurvédské medicíně.

### Riziko infekce

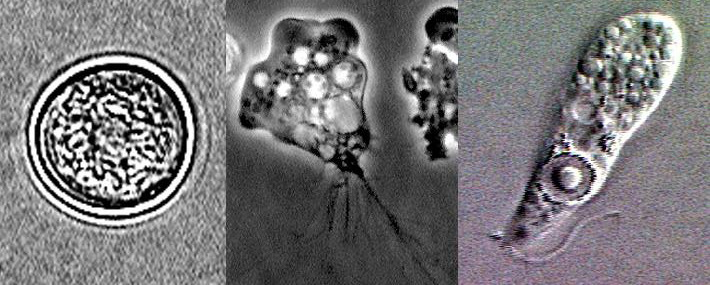
Tři možná stádia N. fowleri – cysta (odolná forma), trofozoit (vegetativní, běžná forma) a bičíkovec (pohyblivá forma). Pouze trofozoit je člověku nebezpečný, avšak spekuluje se i o možnosti, že ve vzácných případech může nákaza propuknout skrze vdechnutí cyst, které se následně v dutině nosní přemění na trofozoita

Při vyplachování nosu teoreticky hrozí nákaza prvokem Naegleria fowleri, který způsobuje primární amébovou meningoencefalitidu (PAM, též naeglerióza). Tato nákaza je velice vzácná, ovšem když k ní dojde, je až v 98% případech smrtelná a dosud na ni neexistuje žádný cílený lék.
Naeglerióza propukne, když se prvok N. fowleri dostane skrze nosní dutinu podél čichového nervu do mozku. Tomuto prvoku se nejlépe daří v teplých mělkých stojatých vodách, kde se živí bakteriemi. K nákaze nejčastěji dojde, když se např. plavec nosem nadechne kontaminované vody. Může k ní ale dojít i při vyplachování nosu. Riziko nákazy dobře ošetřenou vodou z vodovodu by mělo být minimální, přesto již k nákaze a následnému úmrtí po vyplachování nosu vodou z vodovodu několikrát došlo, zejm. v jižních státech USA (Louisiana a Florida).
Běžná koncentrace chloru ve vodovodní vodě (max. 0,3 mg/l) není dostatečná na zabití prvoka N. fowleri. Je potřeba koncentrace chloru minimálně 0,5 mg/l, v případě odolnější cystické formy je to okolo 1,5 mg/l. Je-li však tento prvok chráněn biofilmem, pak přežije i velmi vysoké dávky chloru ve vodě (až do 20 mg/l).
V poslední době byly v USA zaznamenány také nákazy prvoky rodu Acanthamoeba, které způsobují granulomatózní zánět mozku (GAE). Tato nákaza je podobně vzácná a závažná jako nákaza prvokem N. fowleri (údajná 85% smrtnost).
Americký Úřad pro kontrolu potravin a léčiv (FDA) i český Státní zdravotní ústav doporučují vodu z vodovodu před takovýmto použitím převařit, popř. používat sterilní vodu, destilovanou vodu či vodu přefiltrovanou filtrem certifikovaným pro odstranění mikroorganismů (např. odpovídající standardu NSF P231) – běžné filtry na vodu, např. s aktivním uhlím, nestačí.
N. fowleri, podobně jako většina prvoků, umírá při teplotě nad 50 °C a pro své přežití potřebuje vlhké prostředí.